# بازی‌های پان امریکن ۲۰۱۹
بازی‌های پان امریکن ۲۰۱۹ (اسپانیایی: Juegos Panamericanos de 2019‎) هجدهمین دوره بازی‌های پان امریکن است که از ۲۶ ژوئیه تا ۱۱ اوت ۲۰۱۹ در تورنتو، کانادا با حضور ۶٬۶۸۰ ورزشکار برگزار شده‌است.

## جدول مدال‌ها
*   کشور میزبان ( پرو)
| رتبه            | کشور                  | طلا | نقره | برنز | مجموع |
| --------------- | --------------------- | --- | ---- | ---- | ----- |
| ۱               | ایالات متحده آمریکا   | ۱۲۲ | ۸۷   | ۸۴   | ۲۹۳   |
| ۲               | برزیل                 | ۵۴  | ۴۵   | ۷۰   | ۱۶۹   |
| ۳               | مکزیک                 | ۳۷  | ۳۹   | ۶۲   | ۱۳۸   |
| ۴               | کانادا                | ۳۵  | ۶۵   | ۵۲   | ۱۵۲   |
| ۵               | آرژانتین              | ۳۳  | ۳۳   | ۳۴   | ۱۰۰   |
| ۶               | کوبا                  | ۳۳  | ۲۸   | ۳۹   | ۱۰۰   |
| ۷               | کلمبیا                | ۲۷  | ۲۴   | ۳۱   | ۸۲    |
| ۸               | شیلی                  | ۱۳  | ۱۹   | ۱۸   | ۵۰    |
| ۹               | جمهوری دومینیکن       | ۱۱  | ۱۲   | ۱۷   | ۴۰    |
| ۱۰              | پرو*                  | ۱۱  | ۷    | ۲۳   | ۴۱    |
| ۱۱              | اکوادور               | ۱۰  | ۷    | ۱۵   | ۳۲    |
| ۱۲              | ونزوئلا               | ۹   | ۱۴   | ۲۰   | ۴۳    |
| ۱۳              | جامائیکا              | ۶   | ۶    | ۷    | ۱۹    |
| ۱۴              | پورتوریکو             | ۵   | ۵    | ۱۴   | ۲۴    |
| ۱۵              | السالوادور            | ۳   | ۰    | ۱    | ۴     |
| ۱۶              | گواتمالا              | ۲   | ۹    | ۸    | ۱۹    |
| ۱۷              | ترینیداد و توباگو     | ۱   | ۷    | ۳    | ۱۱    |
| ۱۸              | پاراگوئه              | ۱   | ۳    | ۱    | ۵     |
| ۱۹              | بولیوی                | ۱   | ۲    | ۲    | ۵     |
| ۲۰              | گرنادا                | ۱   | ۱    | ۰    | ۲     |
| ۲۱              | کاستاریکا             | ۱   | ۰    | ۴    | ۵     |
| ۲۲              | سنت لوسیا             | ۱   | ۰    | ۱    | ۲     |
| ۲۳              | باربادوس              | ۱   | ۰    | ۰    | ۱     |
| ۲۳              | جزایر ویرجین بریتانیا | ۱   | ۰    | ۰    | ۱     |
| ۲۵              | اروگوئه               | ۰   | ۴    | ۴    | ۸     |
| ۲۶              | آنتیگوا و باربودا     | ۰   | ۱    | ۲    | ۳     |
| ۲۷              | هنگ کنگ               | ۰   | ۱    | ۱    | ۲     |
| ۲۸              | پاناما                | ۰   | ۰    | ۴    | ۴     |
| ۲۹              | نیکاراگوئه            | ۰   | ۰    | ۳    | ۳     |
| ۳۰              | آروبا                 | ۰   | ۰    | ۱    | ۱     |
| ۳۰              | باهاما                | ۰   | ۰    | ۱    | ۱     |
| مجموع (۳۱ کشور) | مجموع (۳۱ کشور)       | ۴۱۹ | ۴۱۹  | ۵۲۲  | ۱۳۶۰  |

### ورزش‌ها
- ورزش‌های آبی
  -  شنای موزون (۲) (جزئیات)
  -  شیرجه (۱۰) (جزئیات)
  -  شنا در آب‌های آزاد (۲) (جزئیات)
  -  شنا (۳۶) (جزئیات)
  -  واترپلو (۲) (جزئیات)
- تیراندازی با کمان (۸) (جزئیات)
- دو و میدانی (۴۸) (جزئیات)
- بدمینتون (۵) (جزئیات)
- بیسبال
  -  بیسبال (۱) (جزئیات)
  -  سافت‌بال (۲) (جزئیات)
- بسکتبال (۴) (جزئیات)
- پیلوتای باسکی (۱۰) (جزئیات)
- بدن‌سازی (۲) (جزئیات)
- بولینگ (۴) (جزئیات)
- بوکس (۱۵) (جزئیات)
- قایقرانی  (جزئیات) 
  - قایقرانی سرعت (12)
  - قایقرانی اسلالوم (6)
- دوچرخه‌سواری  (جزئیات) 
  - دوچرخه‌سواری بی‌ام‌اکس (4)
  - دوچرخه‌سواری کوهستان (2)
  - دوچرخه‌سواری جاده (4)
  - دوچرخه‌سواری پیست (12)
- سوارکاری  (جزئیات) 
  - درساژ (2)
  - اونتینگ (2)
  - پرش با اسب (2)
- شمشیربازی (۱۲) (جزئیات)
- هاکی روی چمن (۲) (جزئیات)
- فوتبال (۲) (جزئیات)
- گلف (۳) (جزئیات)
- ژیمناستیک  (جزئیات) 
  - ژیمناستیک هنری (14)
  - ژیمناستیک ریتمیک (8)
  - ترامپولین (2)
- هندبال (۲) (جزئیات)
- جودو (۱۴) (جزئیات)
- کاراته (۱۴) (جزئیات)
- پنج‌گانه مدرن (۵) (جزئیات)
- راکت‌بال (۶) (جزئیات)
- اسکیت  (جزئیات) 
  - رول‌اسکیت هنری (2)
  - اسکیت سرعت این‌لاین (6)
- روئینگ (۱۴) (جزئیات)
- راگبی ۷ نفره (۲) (جزئیات)
- قایقرانی بادبانی (۱۱) (جزئیات)
- تیراندازی (۱۵) (جزئیات)
- اسکواش (۷) (جزئیات)
- موج‌سواری (۸) (جزئیات)
- تنیس روی میز (۷) (جزئیات)
- تکواندو (۱۲) (جزئیات)
- تنیس (۵) (جزئیات)
- ورزش سه‌گانه (۳) (جزئیات)
- والیبال
  -  والیبال ساحلی (۲) (جزئیات)
  -  والیبال (۲) (جزئیات)
- اسکی روی آب (۱۰) (جزئیات)
- وزنه‌برداری (۱۴) (جزئیات)
- کشتی  (جزئیات) 
  - کشتی آزاد (12)
  - کشتی فرنگی (6)

## کشورهای شرکت‌کننده
تمامی کشورهای عضو سازمان بازی‌های پان امریکن در این دوره از بازی‌ها شرکت کرده‌اند. The numbers in parentheses represents the number of athletes a country qualified.

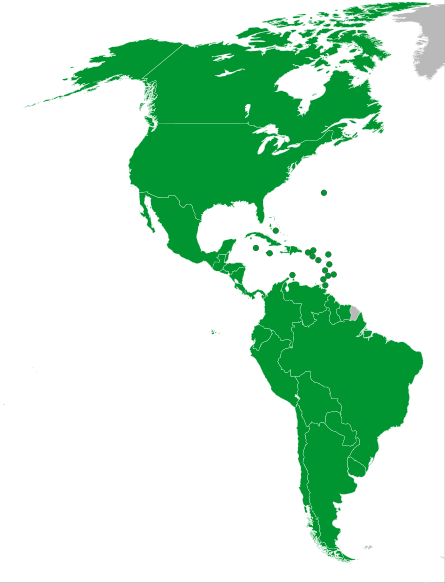
کشورهای شرکت‌کننده

| - آنتیگوا و باربودا (9) - آرژانتین (529) - آروبا (21) - باهاما (33) - باربادوس (31) - بلیز (6) - برمودا (17) - بولیوی (49) - برزیل (487) - جزایر ویرجین بریتانیا (5) - کانادا (477) - جزایر کیمن (6) - شیلی (317) - کلمبیا (349) - کاستاریکا (84) - کوبا (420) - دومینیکا (2) - جمهوری دومینیکن (209) - اکوادور (201) - السالوادور (59) - گرنادا (11) - گواتمالا (147) - گویان (26) - هائیتی (7) - هنگ کنگ (44) - جامائیکا (124) - مکزیک (543) - نیکاراگوئه (61) - پاناما (84) - پاراگوئه (71) - پرو (592) (host) - پورتوریکو (244) - سنت لوسیا (7) - سنت کیتس و نویس (4) - سنت وینسنت و گرنادین‌ها (4) - سورینام (6) - ترینیداد و توباگو (98) - ایالات متحده آمریکا (643) - اروگوئه (147) - ونزوئلا (282) - جزایر ویرجین (29) |

#### تعداد ورزشکاران کشورهای شرکت‌کننده
| IOC | کشور                   | ورزشکاران |
| --- | ---------------------- | --------- |
| USA | ایالات متحده آمریکا    | ۶۴۳       |
| PER | پرو                    | ۵۹۲       |
| MEX | مکزیک                  | ۵۴۳       |
| ARG | آرژانتین               | ۵۲۹       |
| BRA | برزیل                  | ۴۸۷       |
| CAN | کانادا                 | ۴۷۷       |
| CUB | کوبا                   | ۴۲۰       |
| COL | کلمبیا                 | ۳۴۹       |
| CHI | شیلی                   | ۳۱۷       |
| VEN | ونزوئلا                | ۲۸۲       |
| PUR | پورتوریکو              | ۲۴۴       |
| DOM | جمهوری دومینیکن        | ۲۰۹       |
| ECU | اکوادور                | ۲۰۱       |
| GUA | گواتمالا               | ۱۴۷       |
| URU | اروگوئه                | ۱۴۵       |
| JAM | جامائیکا               | ۱۲۴       |
| TRI | ترینیداد و توباگو      | ۹۸        |
| CRC | کاستاریکا              | ۸۴        |
| PAN | پاناما                 | ۸۳        |
| PAR | پاراگوئه               | ۷۱        |
| NCA | نیکاراگوئه             | ۶۱        |
| ESA | السالوادور             | ۵۶        |
| BOL | بولیوی                 | ۴۹        |
| HON | هنگ کنگ                | ۴۴        |
| BAH | باهاما                 | ۳۳        |
| BAR | باربادوس               | ۳۱        |
| ISV | جزایر ویرجین           | ۳۰        |
| GUY | گویان                  | ۲۶        |
| ARU | آروبا                  | ۲۱        |
| BER | برمودا                 | ۱۷        |
| GRN | گرنادا                 | ۱۱        |
| ANT | آنتیگوا و باربودا      | ۹         |
| HAI | هائیتی                 | ۸         |
| LCA | سنت لوسیا              | ۷         |
| BIZ | بلیز                   | ۶         |
| CAY | جزایر کیمن             | ۶         |
| SUR | سورینام                | ۶         |
| IVB | جزایر ویرجین بریتانیا  | ۵         |
| SKN | سنت کیتس و نویس        | ۴         |
| VIN | سنت وینسنت و گرنادین‌ها | ۴         |
| DMA | دومینیکا               | ۲         |